# Gyufakocka

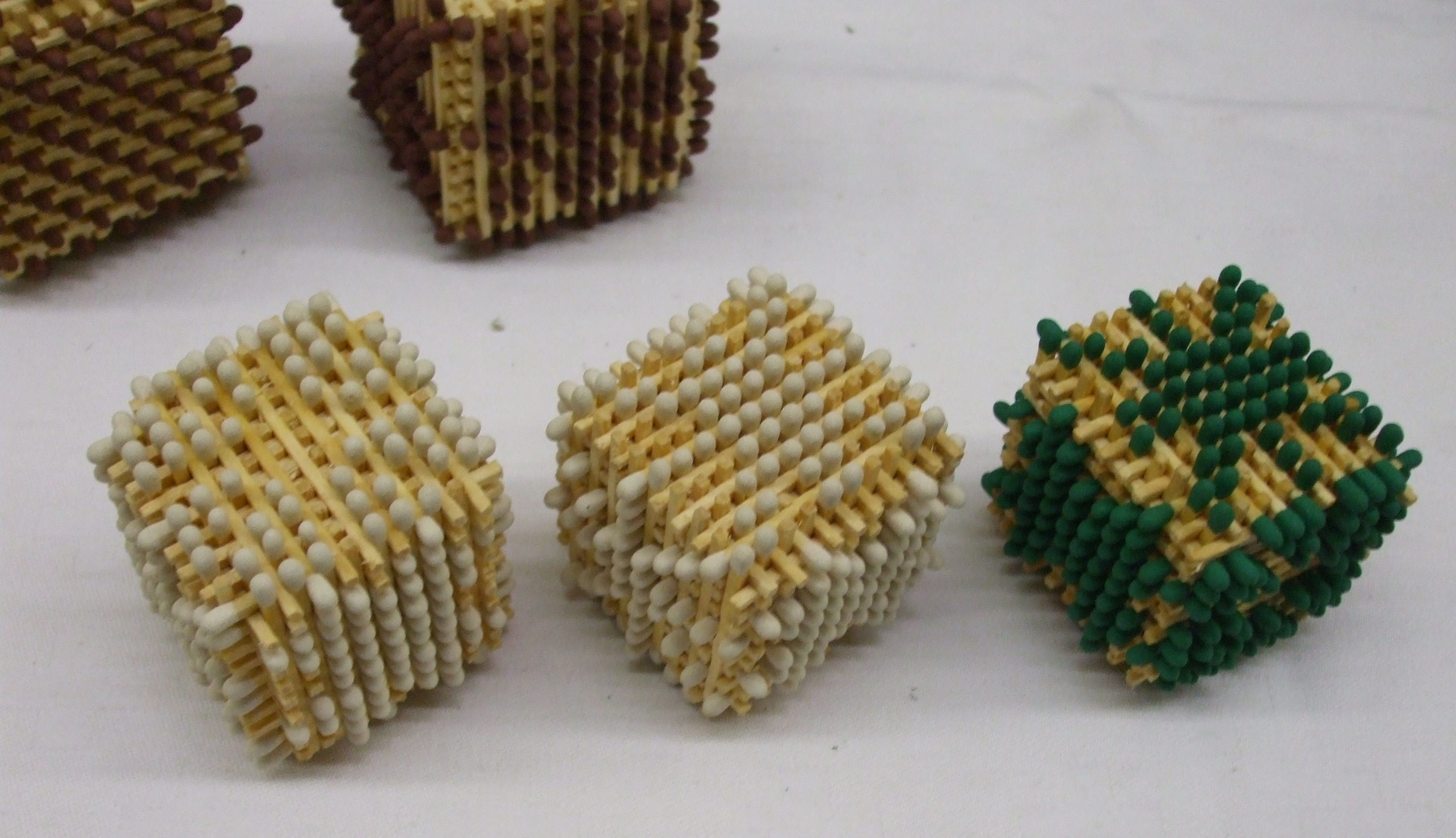
Gyufakockák

A gyufakocka egy mechanikus türelemjáték, abba a csoportba tartozik, ahol tárgyak összerakása a cél. A kocka több azonos szálhosszúságú és típusú gyufaszálból álló szerkezet, amit a gyufafejek tartanak össze ragasztás vagy bármilyen más rögzítő eszköz nélkül.  Türelemjáték, ajándéktárgy; műalkotások alkotórésze és tárgya.
A kocka többnyire két, vagy több doboznyi gyufa felhasználásával készül. A kocka mérete a készítéséhez felhasznált gyufák számától és hosszától függ. 
A gyufakocka erősen tűzveszélyes. Annak érdekében, hogy gyerekek is játszhassanak vele, készülnek olyan álgyufák is, amik tűzgyújtásra nem alkalmasak.
Létrehozásának egyik módja, amikor az összeállítása közben még befőttes gumikkal és gombostű segítségével segítünk magunknak, de elkészíthető úgy is, hogy kizárólag csak a gyufákat használjuk már az elkészítés közben is.
A kockák lehetnek belül üresek, vagy tömörek.

## Készítése
Két darab gyufát elhelyezünk egy asztalon párhuzamosan egymás mellé úgy, hogy a gyufák fejei fordítva legyenek. Erre ráhelyezünk két további gyufát az előző kettőre merőlegesen rátéve, de ugyanúgy egymással párhuzamosan és egymásnak fejjel lefelé. Ezután egy befőttes gumival minden oldalról körbetekerjük a kereszt metszéspontját úgy, hogy mindegyik oldal felől legyen gumiszalag. Ezután ennek a közepén átszúrunk előbb egy, majd később egyenként a többi gyufaszálat. Figyeljünk arra, hogy a befőttes gumi mindig a kereszt külső részén legyen. A gombostűt akkor használjuk, amikor már annyi gyufaszálat dugtunk át, hogy a befőttes gumi már túl feszessé vált. A gombostűre azért van szükség, mert nélküle csak eltörnénk a gyufaszálakat. Ha csak két doboz gyufánk van, akkor elég lehet mindössze két darab befőttes gumi is. Amennyiben több doboz gyufából kívánjuk elkészíteni művünket, úgy több gumit kell felhasználnunk. Amikor a befőttes gumi túl feszessé válik, akkor meglazítjuk. Amikor az utolsó sorokat próbáljuk meg elhelyezni, akkor húzzuk ki a gyufák végét, hogy nehogy lejöjjön róluk a gyúlékony réteg, ami egyben a kockánk mintázatát is adja. Ezután a kockát összenyomjuk, majd levesszük róla a befőttes gumikat. Egy kocka elkészítésének ideje 45 perc és két óra között váltakozik.

## Változatok
Az alap gyufakockán kívül számos változatot lehet készíteni.
- Másfeles gyufakocka: a kocka élei másfél gyufa hosszúak, így megoldható, hogy a minden oldalon valamennyi gyufa fej része látható.
- Összeépítés: lehetőség van több alapkocka összeépítésére, így térbeli idomokat is készíthetünk. Az „A munka modern világa a művészet tükrében” című szemináriumon egy 21 gyufakockából épített toronnyal képviseltetik Németország mai gazdasági helyzetét.[3]
- Türelemüveg: A kocka egy olyan átlátszó palackban készül el, amelynek a szája kisebb, mint az elkészült kocka.[8]
- Gyufagömb: Készíthető gömb alak is gyufából úgy, hogy A hosszabb gyufákból készített kockát gömb alakúra visszavágva gyufagömb keletkezik.[9]